# كينيث هانسن (متسابق دراجات نارية)
كينيث هانسن هو متسابق دراجات نارية دنماركي، ولد في 19 أكتوبر 1987 في Herlev ‏ في الدنمارك.

## وصلات خارجية
- الموقع الرسمي